# Bálint Katona
Bálint Lajos Katona (Budapest, 7 settembre 2002) è un calciatore ungherese, centrocampista del Kecskemét in prestito dal Ferencváros.

## Statistiche

### Presenze e reti nei club
Statistiche aggiornate al 29 maggio 2023.
| Stagione         | Squadra          | Campionato       | Campionato | Campionato | Coppe nazionali | Coppe nazionali | Coppe nazionali | Coppe continentali | Coppe continentali | Coppe continentali | Altre coppe | Altre coppe | Altre coppe | Totale | Totale | Totale |
| Stagione         | Squadra          | Comp             | Pres       | Reti       | Comp            | Pres            | Reti            | Comp               | Pres               | Reti               | Comp        | Pres        | Reti        | Pres   | Reti   |        |
| ---------------- | ---------------- | ---------------- | ---------- | ---------- | --------------- | --------------- | --------------- | ------------------ | ------------------ | ------------------ | ----------- | ----------- | ----------- | ------ | ------ | ------ |
| 2020-2021        | Ferencváros      | NBI              | -          | -          | CU              | 2               | 1               | UCL                | -                  | -                  | -           | -           | -           | 2      | 1      |        |
| 2021-2022        | Kecskemét        | NBII             | 33         | 5          | CU              | 1               | 0               | -                  | -                  | -                  | -           | -           | -           | 34     | 5      |        |
| 2022-2023        | Kecskemét        | NBI              | 33         | 8          | CU              | 1               | 0               | -                  | -                  | -                  | -           | -           | -           | 34     | 8      |        |
| Totale Kecskemét | Totale Kecskemét | Totale Kecskemét | 66         | 13         |                 | 2               | 0               |                    | -                  | -                  |             | -           | -           | 68     | 13     |        |
| Totale carriera  | Totale carriera  | Totale carriera  | 66         | 13         |                 | 4               | 1               |                    | -                  | -                  |             | -           | -           | 70     | 14     |        |